# 醋盐杆菌属
醋盐杆菌属为盐拟杆菌科的一属细菌。该属的模式种且是惟一种为阿拉伯糖醋盐杆菌（Acetohalobium arabaticum）。

## 下属物种
本属包括以下物种：
- 阿拉伯糖醋盐杆菌 Acetohalobium arabaticum Zhilina and Zavarzin, 1990